# Erepta odontina
Erepta odontina é uma espécie de gastrópode da família Helicarionidae.
É endémica de Maurícia.